# Joseph Pairin Kitingan
Tan Sri Datuk Seri Panglima Joseph Pairin Kitingan (Papar, Borneo del Norte, 17 de agosto de 1940) es un político de Malasia que ejerció como séptimo gobernador (Ministro Jefe) del Estado de Sabah entre 1985 y 1994. Ha sido viceministro y ministro de desarrollo de infraestructura de Sabah desde marzo de 2004. Es el fundador y presidente del Partido Unido de Sabah (PBS). Pairin nació en Papar, pero su ciudad natal se encuentra en el distrito interior de Tambunan. Asistió a La Salle Secondary School, una escuela para varones, ubicada en Kota Kinabalu. Ganó una beca del Plan Colombo y pasó a estudiar leyes en la Universidad de Adelaida y al completar su estudio, regresó a Sabah para trabajar como asesor de estado en el Departamento Legal de Sabah y luego fue nombrado fiscal adjunto. Posteriormente, practicó derecho con una firma legal local.
Joseph Pairin Kitingan es católico, casado con Genevieve Lee, una maestra jubilada. Tienen dos hijos, Alexander y Daniel, que son abogados formados.
Su hermano Jeffrey Gapari Kitingan es también político, exvicepresidente de Partido de la Justicia Popular (PKR) después de haber sido miembro de Partido Unido de Sabah, Parti Bersatu Rakyat Sabah (PBRS), Parti Angkatán Keadilan Rakyat (AKAR), y Organización Unida Pasokmomogun Kadazandusun Murut (UPKO) y finalmente el PKR después del rechazo de su solicitud para unirse a la Organización Nacional de los Malayos Unidos (UMNO).

## Carrera política

### Inicios
Joseph Pairin comenzó su activa carrera política en 1975. Fue elegido miembro de la Asamblea Legislativa de Sabah para el electorado de Tambunan en 1976 bajo el boleto del partido BERJAYA, un partido que fue dirigido por Harris Salleh (Gobernador entre 1976-1985) y fue nombrado como ministro en el gabinete del partido gobernante. Tambunan se ha convertido en su fortaleza desde entonces.
Con el tiempo, Joseph Pairin se desilusionó con el liderazgo del partido y se opuso a algunas de las políticas del partido. Sintió que el partido se había desviado de su lucha original. Sin embargo, se mantuvo firme con el partido y, posteriormente, se vio obligado a abandonar la coalición del partido gobernante en 1984.

### Gobernador de Sabah
En marzo de 1985, Joseph Pairin Kitingan fundó el Parti Bersatu Sabah (PBS) o Partido Unido de Sabah. A pesar de las pocas probabilidades que tenía de que el gobierno aprobara su registro, logró que el partido fuese legalizado a tiempo para las elecciones estatales de Sabah de 1985, en las cuales el PBS aparecía como fuerza favorita para ganar. Efectivamente, el PBS obtuvo mayoría absoluta con 25 de los 48 escaños de la Asamblea Legislativa Estatal de Sabah. Pairin se convirtió en el primer gobernador no oficialista de Sabah desde la fundación del Barisan Nasional en 1973. A pesar de los intentos de los partidos BERJAYA y USNO de impedir su nombramiento, Pairin logró que el gobierno reconociera el resultado y asumió el cargo el 22 de abril de 1985.
Pairin ocupó el cargo de Ministro Jefe o Gobernador de Sabah de abril de 1985 a marzo de 1994, durante el cual encabezó las salidas triunfantes de su partido en cuatro elecciones estatales sucesivas (1985, 1986, 1990 y 1994). También durante este período fluctuó entre aliarse con el gobierno, uniéndose el PBS al Barisan Nasional pero abandonándolo en 1990, y con la oposición nacional, formando la coalición Gagasan Rakyat (Concepto Popular) para las elecciones de 1990 y 1995.
En las elecciones estatales de 1994, PBS ganó nuevamente, sin embargo, poco después de ser anunciado como el ganador, casi todos los asambleístas de PBS desertaron a Barisan Nasional. No se permitió que Pairin tomara posesión como ministro otra vez. Tun Sakaran Dandai de la UMNO fue juramentado para ser el octavo ministro en jefe de Sabah el 17 de marzo de 1994.

## Después de su mandato
Pairin dirigió su partido en las elecciones federales de 1999, donde obtuvo el tercer lugar y mantuvo su representación en el Dewan Rakyat. Después de esto se unió nuevamente a la coalición gobernante. El 6 de junio de 2015, Pairin afirmó que existía una "conexión clara" entre incidente del terremoto de Sabah de 2015, que causó un gran daño y pérdida de vidas, y la aparición de un grupo de turistas europeos desnudos en el Monte Kinabalu. Pairin es también el Huguan Siou o líder supremo de la comunidad de Kadazandusun por ser el presidente de la Asociación Cultural Kadazandusun (KDCA), la principal asociación cultural de la comunidad. Sin embargo, existe una creciente preocupación de que Pairin ya no sea apto para ostentar el título de Huguan Siou y que deba ceder el paso a la generación más joven.